# Pyro
Pyro är en seriefigur skapad av Marvel Comics, och som finns med i serien X-Men. Hans riktiga namn är John Allerdyce, och han har förmågan att kontrollera eld. Han kan dock bara kontrollera den, inte skapa. Men han behöver bara den minsta lilla gnista för att skapa ett inferno. Spelas i X-Men filmerna av Aaron Stanford.
Han gick på professor Charles Xaviers Skola för Begåvade och lärde sig där att kontrollera sina krafter med precision. Han är ganska hatiskt inställd till människorna som försöker stoppa och göra monster av mutanterna. När han av misstag kommer med på ett uppdrag tillsammans med X-Men, när dessa försöker stoppa överste William Strykers försök att döda alla mutanter, träffar han Magneto som tvingats att konspirera med X-Men för att kunna vinna. Han blir smickrad av Magnetos prat och fascinerad av dennes krafter och går över till Magneto och Mystique innan det hela är klart.
Han gick med Iceman på Xaviers skola och när de båda två försökte vinna Rogues hjärta vann Iceman och sedan dess råder viss kyla (bokstavligen) mellan dem.